# ポタリ
ポタリ（英: potali）は、愛知県豊橋市出身、名古屋を拠点に活動していた4人組ガールズバンド、ポップロックバンドである。「ポ」にアクセントがくるように発音する（「ポパイ」「モアイ」と同じ）。

## メンバー
- 鈴木 奈津美(すずき なつみ)…ボーカル担当。愛称「ナツ」。1991年8月11日（33歳）生まれ、愛知県豊川市出身。
- 中西 詠美(なかにし えみ)…ギター担当。愛称「エミ」。1991年9月9日（33歳）生まれ、愛知県豊川市出身。
- 内田 愛子(うちだ あいこ)…ベース担当。愛称「アイコ」。1991年12月5日（33歳）生まれ、愛知県岡崎市出身。
- 茄子川(なすかわ)…ドラムス担当。愛称「ナスカワ」。1991年3月31日（33歳）生まれ、愛知県豊川市出身。

## 概要
ボーカル、ギター、ベース、ドラムスからなる4人組のガールズバンド。地元の愛知県を中心に活動していたが、2019年3月30日に行われたワンマンライブをもって解散。ナツ(Vo.)は解散後、ナツ(ex.ポタリ)としてソロ活動を開始した。
「TRESURE05X」に初出場した頃は、「肉食系ガールズギターポップロックバンド」と自己紹介していた。
バンド名の由来は前バンド名「ぽたぽたRIBON」の略称だが、聞いた人が涙を「ポタリ」と落とすような感動的な曲を届けたいとの思いも含んでいる。千葉県水道局のマスコットキャラクター「ポタリちゃん」とは無関係である。
楽曲はナツ(Vo.)がベースとなる詞・曲を考え、メンバーがアレンジを加える形で制作。アルバム「ポタリの２」以降、他メンバーが作詞・作曲をするものも増えた。全員で曲を作り上げるので、作詞・作曲の名義はすべて「ポタリ」になっている。

## 略歴
ナツ(Vo.)が中学時代に結成したバンドが原点。高校進学のころ、ＴＶオーディションへの出場が決まっている時にメンバーが脱退。急遽メンバーが必要になり、ナツの友人が「バンドやろうぜ」といった内容のチェーンメールを発信し、それを見たエミ(Gt.)が加入。「ぽたぽたRIBON」のバンド名で、地元の豊橋を中心にライブ活動を行う。高校生時代にドラムスが脱退し、2名ほどサポートメンバーを迎えたのち当時のベースと知り合いだった茄子川(Dr.)がサポートメンバーとして加入した。
ナツ(Vo.)らの高校卒業を機にバンド名を「ポタリ」に変更。茄子川(Dr.)が正式加入し、アルバム「パプリカ」を発売。自分たちでツアーを企画して全国を回る。フェス「TREASUARE05X」の出場権を競う「TANK! the AUDITION 2012」の応募締切の直前、ベースが脱退するという話になり、３次審査の時に茄子川(Dr.)が通っていた専門学校の後輩、アイコ(Ba.)がサポートメンバーとして加入。グランプリを受賞する。その後、アイコが正式加入して現在のメンバー構成となった。
- 2007年6月9日 「ぽたぽたRIBON」として結成（現在もメンバーなのは鈴木奈津美、中西詠美）
- 2009年3月 メンバー（ドラムス:じゃぴ）が脱退
- 2010年1月16日 豊橋ell.KNOTでのライブでバンド名を「ポタリ」に変更することを発表
- 2010年3月 豊橋ell.KNOTにて初ワンマンライブ（SOLD OUT）
- 2010年3月 「ロックの学園2010」内のイベント「三浦市ＰＲソング」に「パノラマ」が選出
- 2010年5月 サポートメンバーだった茄子川が正式加入
- 2011年11月 NHK「サタテンMUSICグランプリ」審査員特別賞
- 2012年7月 メンバー（ベース:あかり）が脱退
- 2012年7月 サンデーフォークプロモーション「TANK! the AUDITION 2012」グランプリ
- 2012年9月 「TREASURE05X 2012」にオープニングアクトとして出演
- 2012年12月 サポートメンバーだった内田愛子が正式加入
- 2014年12月 「こんちくわ会」発足
- 2015年7月 「RO69JACK 2015」入賞
- 2016年1月 J:COM「MUSIC GOLD RUSHコンテスト」グランプリ
- 2016年2月 「第1回 TSUTAYA ARTIST CONFERENCE」最優秀アーティスト賞
- 2017年1月 名古屋E.L.L他にてワンマンライブ「ナイショにしないでショータイム！来るしかナイッショ東名阪ワンマンスペシャル」を開催
- 2017年4月 「Cute Girls Live 2017」に出演し、インディーズ枠での「NAONのYAON 2017」出場権を獲得
- 2017年4月 「NAONのYAON 2017」にオープニングアクトとして出演
- 2017年8月 名古屋E.L.Lにてワンマンライブ「真夏の王女たち」を開催 (SOLD OUT)
- 2018年3月 「ポタリing Tour 2018」の締めくくりとして、大阪・東京・名古屋にてワンマンライブを開催
- 2019年2月14日 解散を発表[2]
- 2019年2月15日 解散ツアー「ポタリing TOUR 2019 ～あなたのbestie“参”上！～」が開始
- 2019年3月30日 解散ツアー最終日。名古屋CLUB QUATTROでのワンマンライブ(SOLD OUT)をもって解散

## 作品

### シングル
| 発売日         | タイトル                 | 収録曲                                                | 形態 | 規格品番                          | レーベル           |
| -------------- | ------------------------ | ----------------------------------------------------- | ---- | --------------------------------- | ------------------ |
| 2008年10月11日 | Transmission／クランチ   | 1. Transmission!? 2. クランチ                         | CD   | MSTT-1204 ※廃盤                   | MSMUSIC            |
| 2010年3月3日   | Trip Trick／パントマイム | 1. Trip Trick 2. パントマイム                         | 配信 | ※配信終了                         | rookiestar         |
| 2011年2月13日  | 輾転反側／ケムリ         | 1. 輾転反側 2. ケムリ                                 | CD   | MSTT-1010 ※ライブ会場限定（廃盤） | MSMUSIC            |
| 2012年8月      | トランス.jp              | 1. トランス.jp                                        | CD   | ※ライブ会場で無料配布             |                    |
| 2014年3月3日   | Hello, Happy Chance!     | 1. Hello, Happy Chance! 2. ココロdrip                 | CD   | TRISE-0002 ※ライブ会場限定        | TREASURISE RECORDS |
| 2014年5月14日  | JUST!                    | 1. JUST! 2. セツナジェットコースター                  | CD   | TRISE-0003 ※数量限定              | TREASURISE RECORDS |
| 2014年11月5日  | 2nd                      | 1. 2nd 2. 2人                                         | CD   | TRISE-0006                        | TREASURISE RECORDS |
| 2015年3月11日  | GOOD LUCK                | 1. GOOD LUCK 2. Reーaction                            | CD   | TRISE-0007                        | TREASURISE RECORDS |
| 2016年5月25日  | 君とアワー               | 1. 君とアワー 2. 明日へ 3. tell me 4. レディー Go!Go! | CD   | TRISE-0014                        | TREASURISE RECORDS |
| 2016年10月19日 | ナイショ ナイショ        | 1. ナイショ ナイショ 2. Escape 3. SOS 4. あいまい     | CD   | TRISE-0016                        | TREASURISE RECORDS |
| 2017年3月22日  | ハルノカゼ               | 1. ハルノカゼ 2. FLY HIGHER                           | CD   | TRISE-0020                        | TREASURISE RECORDS |
| 2017年7月5日   | 夏の言い訳               | 1. 夏の言い訳 2. Summer Magic                         | CD   | TRISE-0022                        | TREASURISE RECORDS |
| 2018年6月6日   | MONSTER                  | 1. MONSTER 2. チクタク                                | CD   | TRISE-0029 ※数量限定・店舗限定    | TREASURISE RECORDS |

### アルバム
| 発売日         | タイトル       | 収録曲 | 形態 | 規格品番   | レーベル           |
| -------------- | -------------- | --- | ---- | ---------- | ------------------ |
| 2010年7月7日   | パプリカ       | 1. パノラマ 2. Trip Trick (Album Mix) 3. 0831 4. パントマイム (Album Mix) 5. サマーソング 6. Jack!!                                                                                     | CD   | MSON-1001  | MSMUSIC            |
| 2012年3月25日  | パプリカ２     | 1. ダイナマイトボンバー 2. ダリラリラ 3. 結局何も変わってない 4. リセットシェイカー 5. GET UP 6. シーン                                                                                 | CD   | MSTT-12031 | MSMUSIC            |
| 2013年11月20日 | コネクトピース | 1. ニーニーピース 2. てっててー 3. サンサンサニー 4. 50 センチメンタル 5. My favorite music                                                                                             | CD   | TRISE-0001 | TREASURISE RECORDS |
| 2015年9月9日   | ポタリ         | 1. Are you ready？ 2. おとぎ離し 3. Hello, Happy Chance! 4. 二人のメロディー 5. 横顔と手と手 6. 2nd 7. おばけのチャ★チャ★チャ 8. JUST! 9. shut up 10. GOOD LUCK 11. コンパス 12. 遥か   | CD   | TRISE-0009 | TREASURISE RECORDS |
| 2018年1月17日  | ポタリの２     | 1. MUSIC 2. Scope 3. 君とアワー 4. AGFG 5. セツナジェットコースター (Album ver.) 6. ナイショ ナイショ 7. カメレオンガール 8. 最終列車 9. ハルノカゼ 10. scratch 11. 夏の言い訳 12. 走る | CD   | TRISE-0025 | TREASURISE RECORDS |
| 2019年2月6日   | ポタリの３     | 1. 途切れた呼吸 2. bestie 3. それでも 4. あじさい 5. 限りなく赤 6. 君のままで 7. MONSTER (Album ver.) 8. ランダムウォーク 9. 永遠 10. サタデーナイト 11. LIFE 12. 遠い君                | CD   | TRISE-0031 | TREASURISE RECORDS |

## ミュージックビデオ
- ポタリ『ニーニーピース』MV（2013年11月20日リリース）
- ポタリ『JUST』 MV full ver. (2014年5月14日リリース)
- ポタリ『2nd』 MV full ver. (2014年11月5日リリース)
- ポタリ『GOODLUCK』（2015年3月11日リリース）
- ポタリ『Are you ready?』 MV full ver. (2015年9月9日リリース)
- ポタリ『君とアワー』（2016年5月25日リリース）
- ポタリ『ナイショ ナイショ』MV(2016年10月19日リリース)
- ポタリ『Escape』MV (2016年10月19日リリース)
- ポタリ『ハルノカゼ』MV (2017年3月22日リリース)
- ポタリ『夏の言い訳』MV(2017年7月5日リリース)
- ポタリ『MUSIC』MV(2018年1月17日リリース)
- ポタリ『最終列車』MV(2018年1月17日リリース)
- 「MONSTER 」MV Full ver. (2018年6月6日リリース)
- ポタリ『途切れた呼吸』MV(2019年2月6日リリース)

## タイアップ
| 曲名                 | タイアップ先 |
| -------------------- | --- |
| Hello, Happy Chance! | 東海テレビ 野球中継「enjoy! Baseball Live」 (2014年)                                                                          |
| GOOD LUCK            | GOOD SPEED CM (2015年10月～) 名古屋鉄道「さくらトレイン2017」キャンペーン主題歌                                               |
| ハルノカゼ           | テレビ愛知 「a-NN♪」 エンディング (2017年3月) 中京テレビ ドラマ「名駅1丁目1番1号 〜人と、幸せを、つなぐ場所。〜」 (2017年5月) |
| FLY HIGHER           | 有楽製菓 会社PRビデオ |
| 走る                 | GOOD SPEED CM (2018年2月～)                                                                                                   |

## パワープレイ
| 曲名             | 放送局                                                                  |
| ---------------- | ----------------------------------------------------------------------- |
| ニーニーピース   | 東海ラジオ (2013年12月) FM AICHI (2013年12月)                           |
| 君とアワー       | FM石川 (2016年6月) FM-N1 (2016年6月) レディオキューブFM三重 (2016年6月) |
| ハルノカゼ       | FMひらかた (2017年3月) しゅうなんFM (2017年3月)                         |
| 夏の言い訳       | しゅうなんFM (2017年7月)                                                |
| Summer Magic     | FM-N1 (2017年7月)                                                       |
| MUSIC            | しゅうなんFM (2018年1月)                                                |
| 最終列車         | 石川MROラジオ (2018年1月)                                               |
| カメレオンガール | FM-N1 (2018年1月)                                                       |

## 出演

### テレビ
- 2015.09.15 メ～テレ 「BOMBER-E」
  - ニーニーピース
  - Are you ready?
  - JUST!
  - Hello, Happy Chance!
- 2015.09.30 東海テレビ「POWER OF MUSIC」
- 2016.04.29 J:COM「MUSIC GOLD RUSH」
- 2016.05.24 メ～テレ 「BOMBER-E」
- 2016.06.02 テレビ愛知「a-NN」MC
- 2016.06.10 / 2016.06.17 J:COM「MUSIC GOLD RUSH」
- 2016.10.22 中京テレビ「ササシマMUSIC BASE」
- 2017.03.30 中京テレビ「チュウキョ～くんタウン2017」
- 2017.04.02 テレビ愛知「a-NN」MC
- 2016.07.04 メ～テレ 「BOMBER-E」
- 2017.07.07 日本テレビ系「バズリズム」 ※放送日が違う局あり
- 2017.08.12 中京テレビ「ササシマMUSIC BASE」
- 2017.08.20 テレビ愛知「a-NN」ゲスト
- 2017.08.27 中京テレビ「24時間テレビ 愛は地球を救う」
- 2017.07.12～2017.09.27 東海テレビ「ポタリ」
- 2019.02.08 テレビ東京「音流」

### ラジオ
- 2017年4月～ ZIP-FM 77.8 「#POTARENA!」